# Трутні (гурт)
Трутні — київський рок-гурт, що виконує музику в стилі хард-рок. 

## Історія гурту
Назва гурту була придумана вокалістом Олегом Гончарем ще у 1978 році, але тоді гурт називався «Чорний Квадрат». У 1988 році Олег Гончар познайомився с драмером Сергієм Плаксієм з яким потім у 2000 році заснували гурт з назвою «Трутні», у цьому ж році до гурту приєднався гітарист Георгій Гаркавець.
З 2003 року гурт успішно гастролював по фестивалях України. Один з таких фестивалів був «Тарас Бульба» на якому гурт посів друге місце.
Також зал був «підірваний» на фестивалі «РОКОТЕКА» яких проходив у Львівському палаці мистецтв. Відразу ж після цього був виступ у місті Луцьк.
2004 рік був для групи вдалішим ніж минулий. У цьому році гурт уже посів перше місце на фестивалі «Тарас Бульба» і ще виграв приз глядацьких симпатій! Потім був фестиваль «Мазепа-фест» у Полтаві, де гурт теж «розірвав» глядачів. Також був виступ на фестивалі «Володимир Волинський» і ще стадіоні у Броварах на місцевому фестивалі.
2005 рік був невдалим, був тільки один виступ на фестивалі «Кобзар-форевер». Після цього виступу гурт виступав на різних байкер-фестивалях, по київських рок-клубах.
У 2007 році з невідомих причин з гурту йде Георгій Гаркавець.
У цьому ж році до гурту приєднався Юрій Хижняк, який у 2000 році на гітарному всеукраїнському конкурсі від магазину AT&TRADE зайняв перше місце і отримав титул «Золота гітара України 2000 року»
Відразу у гурту почались виступи в відомих київський клубах таких як Route 66, Арт-клуб 44, Бочка и т.д.. У 2008 році почався запис альбому «Паперовий змій».
Через рік, у 2009 році, альбом «Паперовий змій», який містив 18 пісень побачив світ.
За одностайним рішенням учасників гурту альбом був випущений в інтернет. У 2010 році українська радіо-станція Radio ROKS бере 3 пісні з альбому у свій плейлист.
У 2010 році гурт вийграв гран-прі на фестивалі «Славянський рок-4», і на подальших фествалях «Славянський рок» гурт виступав як гість, а на останньому виступі на цьому фестивалі гурт виступав уже як хедлайнер фестивалю. Також в 2010 році гурт виступав гостем на фестивалі «Тарас Бульба».
У 2011 році гурт виступав на великій сцені на фестивалі «Славське рок». Це були перші гастролі у теперішньому складі гурту.
На День Незалежності України гурт виступав у м. Фастів як хедлайнер під ім'ям фестивалю «Славянский рок»
У цьому ж році гурт випускає альбом під назвою «Отрубень».
15 лютого 2015 року гурт видає платівку під назвою «Оріон». Цього разу "Трутні" записали деякі пісні російською мовою.

## Склад гурту

### Попередній склад
- Олег Гончар — вокал та бас
- Георгій Гаркавець — лідер-гітара
- Сергій Плаксій — ударні

### Теперішній склад
- Олег Гончар — вокал та бас-гітара
- Віктор Корань — ударні
- Юрій Хижняк — лідер-гітара

## Дискографія

### «Паперовий змій» (2009)
1. Бєлка
2. Доярка
3. Банзай
4. Муха
5. Індія
6. Бурячиха
7. Лукера
8. Кені-воні-бе
9. Свині
10. Дівчина
11. Доктор Слюсар
12. Параноя
13. Люди-кенгуру
14. Ца-ца
15. Пожарнік
16. Хуліо Сезар
17. Торба
18. Чорти летять

### «Отрубень» (2011)
1. Гей мачо!
2. Армія
3. Шизохрінь
4. Гумова тьолка
5. Баран-блюз
6. Бала-бала
7. Партізан
8. Трансвістіт
9. Собача пісня
10. Кров з молоком

### «Оріон» (2015)
1. Аллилуйя
2. Город мервтецов
3. Восток
4. Ангел
5. Харлей
6. Батько
7. Херсон
8. Ду-ду
9. Ж*па
10. Птічка-полька
11. Металеві кози
12. Хуна

## Цікаві факти
- Всі тексти до пісень написані Олегом Гончарем. Багато рядків було взято з життя.
- Юрій Хижняк до гурту приєднався випадково. Олег Гончар попросив його замінити на певний час Георгія Гаркавця оскільки було багато концертів попереду.